# Tragedie rinascimentali italiane

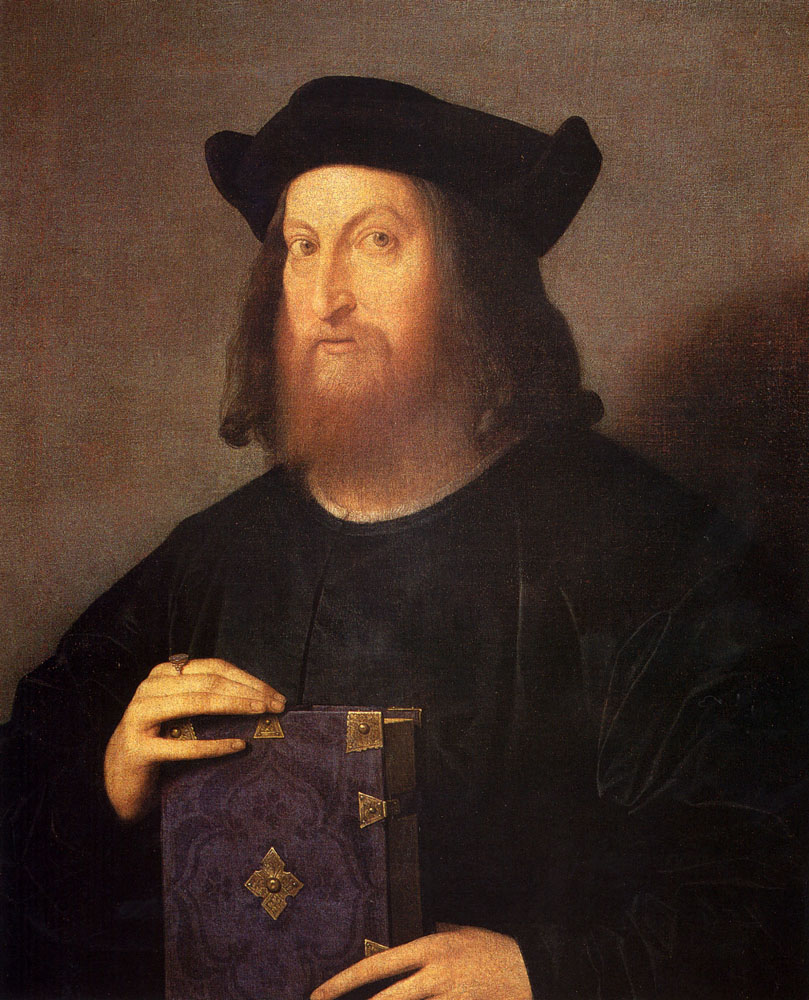
Vincenzo Catena, Ritratto di Gian Giorgio Trissino

Qui di seguito viene elencata, suddivisa per autore e in ordine alfabetico, la lista delle tragedie italiane del Rinascimento:

## A
- Luigi Alamanni
  - Antigone
- Nicola Angeli
  - Arsinoe
- Pietro Aretino
  - Orazia
- Francesco Asinari
  - Il Tancredi

## B
- Giuseppe Baroncini
  - Flaminio
- Francesco Bozza
  - La Fedra

## C
- Antonio Cammelli detto il Pistoia
  - Filostrato e Panfila
- Cesare de Cesari
  - Scilla
  - Romilda
  - Cleopatra
- Pietro Cresci
  - Tullia feroce

## D
- Galeotto Del Carretto
  - Sofonisba
- Antonio Decio
  - Acripanda
- Ludovico Dolce
  - Ifigenia
  - Marianna
  - Tieste
  - Giocasta
  - Medea
  - Didone
  - Ecuba

## F
- Giovanni Falugi
  - Canace
  - L'Ulisse paziente
- Francesco Fonsi
  - Despecti d'amore

## G
- Maffeo Galladei
  - Medea
- Giambattista Giraldi Cinzio
  - Orbecche
  - Didone
  - Cleopatra
  - Arrenopia
  - Altile
  - Selene
  - Epitia
  - Antivalomeni
- Bongianni Gratarolo
  - Polissena
  - Astianatte
- Luigi Groto
  - La Dalila
  - La Hadriana
- Marco Guazzo
  - Discordia d'amore

## L
- Antonio Landi
  - Commodo
- Giovanni Battista Liviera
  - Il Cresofonte

## M
- Muzio Manfredi
  - La Semiramis
- Scipione di Manzano
  - Dandolo
- Ludovico Martelli
  - Tullia

## P
- Girolamo Parabosco
  - La Progne

## R
- Giovanni Rucellai
  - Oreste
  - La Rosmunda

## S
- Tibortio Sacco
  - Sosanna
- Sperone Speroni
  - Canace

## T
- Bartolomeo Tanni
  - Sormonda
- Torquato Tasso
  - Il re Torrismondo
- Pomponio Torelli
  - La Galatea
  - Il Tancredi
  - La Merope
  - La Vittoria
  - Il Polidoro
- Gian Giorgio Trissino
  - La Sofonisba
- Jacopo Turamini
  - L'Apollo favorevole

## V
- Leonoro Verlato
  - Rodopeia

## Z
- Gabriele Zinani
  - L'Almerigo
- Girolamo Zoppio
  - Athamante
- Melchiorre Zoppio
  - Admeto
  - Medea
  - Creusa
  - Meandro